# Christian rock

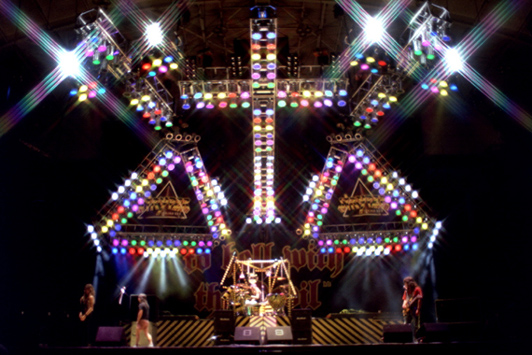
Gli Stryper in concerto nel 1986

Il Rock cristiano, anche conosciuto con l'equivalente in lingua inglese Christian rock è una forma di musica rock che include testi e liriche incentrate su tematiche apertamente cristiane, spesso enfatizzando la figura di Gesù e, nelle espressioni cattoliche, della Vergine Maria. Questa musica è tipicamente eseguita da musicisti e cantanti cristiani. Molti gruppi che suonano il rock cristiano hanno legami con etichette discografiche, mass media e festival di musica cristiana contemporanea, mentre altri gruppi sono slegati da questa scena. Il rock cristiano si suddivide a sua volta in diversi altri sottogeneri che coniugano le diverse inclinazioni musicali alle tematiche cristiane: si hanno quindi christian metal, contemporary, christian punk e molti altri generi paralleli a quelli della musica secolare.

## Storia
L'iniziatore del rock cristiano fu Larry Norman, un musicista statunitense che negli anni settanta sfidò la visione che avevano alcuni cristiani conservatori che la musica rock fosse anti-cristiana, con il brano Why Should The Devil Have All The Good Music. Uno dei gruppi Christian Rock più famosi al giorno d'oggi è il gruppo degli Skillet.
Il fenomeno è molto diffuso negli Stati Uniti e in diversi stati dell'America Latina dove i gruppi di rock cristiano che dichiarano esplicitamente il loro Credo e utilizzano l'immaginario cristiano nei testi delle loro canzoni, tendono ad essere considerati come una parte della musica cristiana contemporanea e suonano prevalentemente per un pubblico cristiano. Altri gruppi scrivono musica influenzata dal loro credo, ma vedono il loro pubblico come un pubblico generale. Questi ultimi possono generalmente evitare menzioni specifiche a Dio o a Gesù.
In Italia il rock cristiano è stato per molti anni riconducibile solo alle performance del Gen Rosso e del Gen Verde o alle apparizioni sanremesi dei vari frati Giuseppe Cionfoli o padre Alfonso Maria Parente, mentre è in aumento il fenomeno delle rock band che si orientano a questo genere, tanto che il 2012 ha visto entrare nella classifica ufficiale Fimi-GfK degli album più venduti in Italia Luce del gruppo The Sun e La voce di Assisi di frate Alessandro. In diversi casi vi sono coinvolti direttamente sacerdoti, frati e consacrati, ma ci sono anche diverse realtà musicali completamente a carico dei laici.

## Adattamenti in serie televisive
- Nella serie televisiva I Simpson un concerto di christian rock consolò Ned Flanders dalla frustrazione che ebbe poco dopo che morì sua moglie.
- In South Park Cartman crea un gruppo di genere christian rock, di nome Faith + 1.
- Nella puntata de I Griffin Minaccia su Quahog (quinta stagione), Meg si ritrova a scegliere tra un disco di christian rock e una T-shirt con la scritta "Sono una star del porno".
- Nell'ottavo episodio (Ansia da separazione) della prima stagione di Greek - La confraternita, Dale con i suoi "Darwin Lied" infiamma un pubblico di bambini suonando "Heathens be Warned".